# Bad Sankt Leonhard im Lavanttal
Bad Sankt Leonhard im Lavanttal é um município da Áustria localizado no distrito de Wolfsberg, no estado de Caríntia.